# 達維德·扎帕科斯塔
達維德·扎帕科斯塔（義大利語：Davide Zappacosta，1992年6月11日—），是意大利足球運動員，在場上的位置是右後衛，並能同時勝任右翼衛或右中場。現效力於意甲球隊阿特蘭大。

## 球會生涯

### 早年生涯
沙柏哥斯達出生於意大利拉素北部城鎮索拉，1998年加入當地索拉青年隊，初時司職前鋒。2008年加入職業二級（即意丙二）球會伊索拉利里青年隊，代表青年队参加了贝雷蒂国家青年联赛。2009至2010赛季，沙柏哥斯達首次代表球队在意丙二出场。2010－11賽季有14次出場記錄。

### 阿特蘭大
2011年1月阿特蘭大以6萬歐元買下沙柏哥斯達一半所有權，並下放到預備隊作賽，其後外借至意大利第三級別球會艾維連奴。

### 艾維連奴
2012年，沙柏哥斯達正式轉會至艾維連奴。在效力期間協助艾維連奴升上意乙，並成為當時意乙聯賽中其中一個出色右後衛。

### 重回阿特蘭大
憑著於艾維連奴的出色發揮，沙柏哥斯達獲邀重返甲組球會阿特蘭大。2014年6月4日，正式以90萬歐元轉會費，重回阿特蘭大，並簽下四年合約。2014年8月23日於意大利盃賽事中，首次為阿特蘭大於正式比賽中出場。2014年8月31日首次意甲正選出場，對手為維羅納。2015年1月6日，於2比2戰平熱那亞的賽事中成功射入首個意甲入球。

### 拖連奴
2015年7月10日，以約400萬歐元身價加盟拖連奴。10月28日於主場3比3賽和熱那亞的賽事中，為新東家攻入加盟後首個入球。

### 車路士
2017年8月31日，沙柏哥斯達於轉會死線前以2,300萬英磅轉會費加盟英超球會車路士，並簽下一紙為期四年的合約，成為干地入主後首位簽下的意大利國腳。2017年9月12日，沙柏哥斯達於歐聯分組賽主場大勝卡拉巴克6比0的賽事中，以右翼衛身份首次為車路士正選披甲，並攻入一記30碼精彩遠射。此入球除了是他加盟車路士後首個入球外，也是他首個歐聯入球。

## 國家隊
2016年5月，沙柏哥斯達獲得當時意大利國家隊領隊干地徵召備戰2016年歐洲國家盃，並入選30人名單。雖然未能進入最終23人大名單，但領隊干地也安排沙柏哥斯達進入3人後補名單。2016年11月12日，沙柏哥斯達首次代表意大利正選出戰2018年俄羅斯世界盃歐洲區外圍賽，對手為列支敦士登，而場上位置是右後衛。

## 外部連結
- Soccerway資料庫：達維德·扎帕科斯塔